# George Arion
George Arion (n. 5 aprilie 1946, Tecuci, Tecuci, România) este un autor de romane mystery & thriller român, poet, prozator, eseist, libretist, scenarist și publicist. Membru al Uniunii Scriitorilor din România.
În prezent este directorul Publicațiilor Flacăra din România. Președinte al Fundației "Premiile Flacăra", președinte al Romanian Crime Writers Club. 
A fost caracterizat în momentul publicării primului său roman polițist, Atac în bibliotecă, drept „un Raymond Chandler român” de către criticul literar Ovid S. Crohmălniceanu, el însuși autor de paraliteratură. Ziaristul și caricaturistul Octavian Andronic l-a numit „un San Antonio dâmbovițean”.